# Mjölkskorv
Mjölkskorv är ett slags seborroiskt eksem och en relativt ofarlig åkomma som oftast drabbar spädbarn upp till 2 månader gamla. Den visar sig som kladdiga, gulbruna fjäll i hårbottnen. I svåra fall kan fjällen bilda till utseendet eksemliknande tjocka lager. Lätta fall av åkomman försvinner med tiden. Den vuxna versionen av mjölkskorv heter seborroisk dermatit (engelska: seborrhoeic dermatitis).

## Symptom och behandling
Mjölkskorv är relativt ofarligt och de flesta barn känner inga besvär av det då det inte kliar. Vid milda fall behövs ingen behandling och mjölkskorven försvinner av sig själv. Genom att massera med babyolja, olivolja eller vaselin kan dock fjällen behandlas. Också antisvamp-medel kan användas. En svensk pilotstudie har även indikerat att behandling av mjölkskorv med olja ifrån gurkörtens (Borago officinalis) frön kan potentiellt vara effektivt för att bli av med mjölkskorv.